# Zhaneta Gueorguieva
Zhaneta Gueorguieva –en búlgaro, Жанета Георгиева– (1970) es una deportista búlgara que compitió en halterofilia.
Ganó tres medallas en el Campeonato Mundial de Halterofilia entre los años 1989 y 1994, y seis medallas en el Campeonato Europeo de Halterofilia entre los años 1989 y 1994.

## Palmarés internacional
| Campeonato Mundial | Campeonato Mundial              | Campeonato Mundial | Campeonato Mundial |
| Año                | Lugar                           | Medalla            | Categoría          |
| ------------------ | ------------------------------- | ------------------ | ------------------ |
| 1989               | Mánchester (Reino Unido)        | Medalla de plata   | 56 kg              |
| 1990               | Sarajevo (Yugoslavia)           | Medalla de bronce  | 56 kg              |
| 1994               | Estambul (Turquía)              | Medalla de bronce  | 54 kg              |
| Campeonato Europeo |                                 |                    |                    |
| Año                | Lugar                           | Medalla            | Categoría          |
| 1989               | Mánchester (Reino Unido)        | Medalla de oro     | 56 kg              |
| 1990               | Santa Cruz de Tenerife (España) | Medalla de bronce  | 52 kg              |
| 1991               | Varna (Bulgaria)                | Medalla de oro     | 52 kg              |
| 1992               | Loures (Portugal)               | Medalla de oro     | 56 kg              |
| 1993               | Valencia (España)               | Medalla de oro     | 54 kg              |
| 1994               | Roma (Italia)                   | Medalla de plata   | 54 kg              |